# Układ nerwowy człowieka
Układ nerwowy człowieka (łac. systema nervosum) – układ zbudowany z tkanki nerwowej oraz tkanki glejowej, integrujący działalność organizmu, rejestrujący bodźce, przetwarzający zawartą w nich informację oraz sterujący czynnościami organizmu: ruchem mięśni oraz wydzielaniem hormonów.
Czynności obwodowego układu nerwowego można umownie podzielić na dwie kategorie:
- Układ nerwowy somatyczny (łac. soma − ciało) nastawiony na łączność ze światem zewnętrznym, odbiera z niego różnorodne informacje za pośrednictwem narządów zmysłów oraz zarządza aparatem ruchowym, umożliwiając poruszanie się w przestrzeni i reagowanie w sposób celowy na bodźce zewnętrzne. Osobny artykuł: Somatyczny układ nerwowy.
- Układ nerwowy autonomiczny lub wegetatywny (łac. autos − samo- i nomos − prawo, a więc „samorządzący się”) − jego rolą jest sprawowanie kontroli nad przemianą materii oraz prawidłowym działaniem narządów wewnętrznych. Osobny artykuł: Autonomiczny układ nerwowy.

Działalność obu tych układów koordynowana jest na wyższych piętrach układu nerwowego.

## Neurony

Budowa neuronu, połączenia i synapsa

Podstawowym elementem układu nerwowego jest komórka nerwowa z odchodzącymi od niej wypustkami, zwana neuronem.
Neuron składa się z bańkowatego ciała komórkowego z jądrem (perikarion) i odchodzących od ciała licznych wypustek. Wypustki te tworzą drzewkowate rozgałęzienia zwane dendrytami. Jedna z wypustek jest o wiele dłuższa od pozostałych, pokryta jasną otoczką mielinową i nosi ona nazwę  neurytu lub aksonu. Najdłuższe z aksonów mają około 1,2 m.
Neurony kontaktują się ze sobą za pośrednictwem łączy, zwanych synapsami. Ich liczba jest wielokrotnie większa niż liczba komórek nerwowych, ponieważ każda wypustka tworzy wiele kontaktów synaptycznych z innymi komórkami nerwowymi.
Neurony tworzą synapsy nie tylko z komórkami nerwowymi, lecz także z innymi typami komórek (np. z komórkami mięśniowymi, komórkami narządów zmysłów).
Ośrodkowy układ nerwowy człowieka składa się z około 100 trylionów synaps, 10-15 miliardów neuronów i 140 miliardów komórek glejowych.

## Działanie
Głównym zadaniem neuronów jest przyjmowanie, przetwarzanie i przekazywanie informacji w postaci bodźców elektrycznych. Każda komórka nerwowa otrzymuje informacje przekazaną od innych neuronów, a także od innych wyspecjalizowanych komórek − receptorów narządów zmysłowych, bądź bezpośrednio ze środowiska zewnętrznego przez wyspecjalizowane dendryty. Informacje te przekazuje komórka dalej poprzez akson. Przekazywane i przetwarzane w neuronach informacje są zakodowane w postaci sygnałów elektrycznych lub chemicznych. Ważną rolę w tym procesie pełni osłonka mielinowa aksonu. Jest ona zbudowana z lipidów i pełni rolę izolatora. Po obu jej stronach zgromadzone są ładunki elektryczne − po wewnętrznej ładunki ujemne (aniony), po zewnętrznej − dodatnie (kationy). Komórka jest więc spolaryzowana, a występująca po obu stronach błony różnica potencjałów nosi nazwę potencjału błonowego. W stanie spoczynku potencjał ten wynosi od 50 do 100 mV.
Osłonka mielinowa nie jest jednak izolatorem absolutnym, gdyż poprzez złożone zjawiska fizykochemiczne może dojść do przepuszczania jonów i wyrównania potencjałów po obu stronach błony. Zjawisko to nosi nazwę depolaryzacji neuronu.
Te właśnie lokalne zmiany potencjału stanowią podstawę czynności komórki nerwowej. Potencjał szybko narasta, po czym z różną prędkością powraca do stanu wyjściowego − jest to tzw. potencjał czynnościowy.
Przesuwanie się potencjału czynnościowego wywołanego przez bodziec stanowi istotę przekazywania informacji. Prędkość, z jaką proces ten zachodzi, jest różna w różnych aksonach i waha się w granicach od 4 do 400 km/h.
Ważną cechą przewodzenia bodźców w aksonie jest to, że potencjał czynnościowy podczas swej wędrówki nie traci na sile ani nie wygasa.
Sposób przekazywania sygnałów w całym układzie nerwowym jest taki sam, a rodzaj informacji i rozkazów zostaje odczytany zależnie od tego, jakie neurony lub grupy neuronów zostają pobudzone.
Neurony przekazują nie tylko pobudzenie ale także jego siłę. Siła bodźca zostaje przełożona na częstotliwość impulsów nerwowych. Słabe bodźce wywołują impulsy o małej częstotliwości (kilka impulsów na sekundę) zaś bodźce silne − impulsy o dużej częstotliwości (kilkaset na sekundę).
Inny rodzaj zjawiska zachodzi, gdy bodziec dochodzi do synapsy. Akson neuronu przekazującego bodziec nie styka się bezpośrednio z ciałem komórki odbierającej bodziec, lecz istnieje między nimi szczelina 10-15 nanometrów. Bodziec nerwowy pokonuje tę szczelinę za pośrednictwem specjalnego przenośnika chemicznego. Przenośnik ten, zwany mediatorem, uwalniany jest w minimalnej ilości na zakończeniu aksonu i wywołuje w błonie komórkowej sąsiedniej komórki stan pobudzenia lub hamowania.

### Różnice pomiędzy rozchodzeniem się bodźca w aksonie a pobudzeniem rozchodzącym się w synapsie
Pobudzenie aksonu to zjawisko określane w fizjologii "wszystko albo nic", polegające na tym, że bodziec, jeśli jest dostatecznie silny, wyzwala zawsze tę samą reakcję, jeśli jest zbyt słaby, nie jest w stanie nawet reakcji zapoczątkować.
W synapsie, każdy nadchodzący bodziec powoduje przejście na drugą stronę szczeliny synaptycznej   
pewnej porcji mediatora chemicznego. Synapsy przewodzą sygnał tylko w jednym kierunku — od aksonu jednej komórki do dendrytu drugiej.
Równowagę zapewnia fakt, że na ciele komórkowym i jego dendrytach znajduje się wiele zakończeń aksonów i rzadko neuron pobudzany jest przez bodziec nadchodzący tylko z jednego, nadchodzące po sobie sygnały sumują się.
Dzięki temu systemowi, zniszczenie kilku komórek nerwowych nie zakłóca wykonywanej przez nie czynności, ponieważ ich rolę przejmują komórki sąsiednie (kanały równoległe).

## Neuroprzekaźniki
Do najważniejszych neuroprzekaźników należą:
- kwas glutaminowy,
- kwas asparaginowy,
- kwas γ-aminomasłowy,
- glicyna,
- acetylocholina,
- adrenalina,
- noradrenalina,
- serotonina,
- dopamina,
- histamina.

## Podział układu nerwowego
Podział ze względu na budowę
- Ośrodkowy (centralny) układ nerwowy
  - Mózgowie (kresomózgowie, międzymózgowie, śródmózgowie, móżdżek, rdzeń przedłużony)
  - Rdzeń kręgowy
- Obwodowy układ nerwowy
  - Nerwy czaszkowe
  - Nerwy rdzeniowe

Podział ze względu na sposób działania
- Somatyczny układ nerwowy
  - Układ piramidowy
  - Układ pozapiramidowy
- Autonomiczny układ nerwowy
  - Część współczulna
  - Część przywspółczulna